# Aranos
Aranos – miasto w Namibii; w regionie Hardap; 3 683 mieszkańców (2011). 